# Petrus Ikelaar
Petrus Gerardus Ikelaar (conocido como Piet Ikelaar; Amstelveen, 2 de enero de 1896-Zaandam, 25 de noviembre de 1992) fue un deportista neerlandés que compitió en ciclismo en la modalidad de pista. Participó en los Juegos Olímpicos de Amberes 1920, obteniendo dos medallas de bronce, en las pruebas de 50 km y tándem.

## Medallero internacional
| Juegos Olímpicos | Juegos Olímpicos  | Juegos Olímpicos  | Juegos Olímpicos |
| Año              | Lugar             | Medalla           | Competición      |
| ---------------- | ----------------- | ----------------- | ---------------- |
| 1920             | Amberes (Bélgica) | Medalla de bronce | 50 km            |
| 1920             | Amberes (Bélgica) | Medalla de bronce | Tándem           |